# Killam
Killam es un pueblo canadiense situado en la provincia de Alberta.

## Superficie
Killam tiene una superficie de 6,4 km².

## Demografía
En 2021, tenía 918 habitantes, una densidad poblacional de 143,5 hab./km², y 442 viviendas.